# Zinaida
A Zinaida görög eredetű orosz női név, jelentése: Zeuszhoz tartozó.

## Rokon nevek
- Zinajda:[1] a Zinaida írásváltozata.[2]

Zina

## Gyakorisága
Az 1990-es években a Zinaida és a Zinajda szórványos név, a 2000-es években nem szerepelnek a 100 leggyakoribb női név között.

## Névnapok
- június 5.[2]
- október 11.[2]
- október 30.[2]

## Híres Zinaidák, Zinajdák
- Zinaida Nyikolajevna Rajh orosz szinésznő (1894-1939), Szergej Jeszenyin, majd Vszevolod Mejerhold felesége